# La missione (miniserie televisiva)
La missione è una miniserie televisiva italiana del 1998, diretta da Maurizio Zaccaro.